# ديفيد جاي
ديفيد جاي (بالإنجليزية: David Jay) هو ناشط لاجنسي أمريكي، ولد في 24 أبريل 1982. جاي مؤسس ومدير موقع (شبكة التعليم و الظهور اللاجنسية) (بالإنجليزية:asexual visibility and education network) من اكبر و اكثر المجتمعات شهرة لاللاجنسية على شبكة الانترنت و مواقع التواصل الاجتماعي.

### نشاطه
محبطًا من نقص الموارد المتاحة فيما يتعلق باللاجنسية، أطلق جاي موقع AVEN على الويب في عام 2001. ومنذ ذلك الحين، لعب دورًا رائدًا في حركة اللاجنسية، وظهر في العديد من البرامج التلفزيونية، وظهر بشكل كبير في فيلم وثائقي بعنوان لاجنسي.

AVEN التي يشار اليها باسم المقر الغير رسمي للحركة اللاجنسية. معروف على نطاق واسع بأنها أكبر مجتمع لاجنسي عبر الإنترنت. الهدفان رئيسيان للموقع هما خلق قبول عام ومناقشة حول اللاجنسية وتسهيل نمو مجتمع لاجنسي كبير عبر الإنترنت.  اعتبارًا من 17 يونيو 2013، تضم AVEN ما يقرب من 70000 عضو مسجل.
في مدينة نيويورك من خلال العمل مع كل من وزارة التعليم والمنظمات الخاصة، كان يقدم التدريب على التضمين اللاجنسي لمعلمي الصحة. من خلال العمل مع كل من وزارة التعليم والمنظمات الخاصة. كان يقدم التدريب على التضمين اللاجنسي لمعلمي الصحة.

### الحياة الشخصية
جاي هو من سانت لويس (ميزوري) وتخرج من مدرسة كروسرودز كوليدج الإعدادية في عام 2000.في سن 15، بدأ جاي يعتبر نفسه لاجنسي. وصارح بكونه لاجنسيًا عندما كان طالبًا في جامعة ويسليان في كونيتيكت.
جاي هو جزء من عائلة غير رومانسية مكونة من ثلاثة أولياء امر.والتي يرى أنها متأثرة بهويته اللاجنسية.

## انظر ايظا
- لاجنسية
- توجه جنسي
- توجه رومانسي
- تمييز ضد اللاجنسيين

## وصلات خارجية
- مقابلة مع جاي
- ديفيد جاي على موقع IMDb (الإنجليزية)
- ديفيد جاي على موقع كينوبويسك (الروسية)